# بافق
شهر بافق یکی از شهرهای استان یزد و مرکز شهرستان بافق در فاصله‌ی ۱۲۰ کیلومتری جنوب شرقی شهر یزد است؛ این شهر در چهارراه بین‌المللی خطوط راه‌آهن جنوب به شمال و شرق به غرب ایران و در جنوب‌شرقی استان یزد واقع است.

## جغرافیا و اقلیم
شهرستان بافق از شمال با شهرستان اردکان و از غرب با شهرستان یزد و مهریز از شرق با شهرستان بهاباد و از جنوب با ا رفسنجان هم‌جوار است. بزرگ‌ترین شوره‌زار استان یزد که بر اثر شوراب‌های رودخانه شور ایجادشده است کویر درانجیر نام دارد، که در شمال غربی بافق قرار دارد. رشته کوه‌های موازی با جهت شمال غربی-جنوب شرقی کشیده، که مرتفع‌ترین آن‌ها کوه بن لخت با ارتفاع ۳۰۰۲ متر در جنوب بها باد می‌باشند در شرق شهرستان بافق قرار دارند؛ لذا مناطق شرق بافق آب‌وهوای ملایم‌تر و کوهستانی دارد و مناطق غربی که قسمتی در کویر انجیر است آب‌وهوای بیابانی و گرم و خشک دارد. شهر بافق در بخش مرکزی شهرستان بافق قرار دارد. هوای بافق گرم است و آب آن که از قنات‌های قدیمی و چشمه‌ها تهیه می‌شود، قدری شور مزه است.
مهم‌ترین رودخانه بافق رودخانه شور است که از سرچشمه رفسنجان رفسنجان شروع شده و در کویر در انجیر به گل می‌نشیند که البته در حال حاضر خشک شده است.

## صنایع
این منطقه یکی از قطب‌های معدنی کشور محسوب می‌شود. مهم‌ترین معادن سنگ آهن چغارت، فسفات آسفوردی، سرب و روی کوشک و… بوده که بخشی از جمعیت را به کار گرفته‌اند و سنگ آهن بافق مهم‌ترین تأمین‌کننده مواد اولیه مورد نیاز صنعت فولاد و آهن کشور می‌باشد. همچنین محدوده شهرستان بافق با توجه به عملیات اکتشافی بالغ بر ۷۰ آنومالی با ذخیره بیش از ۵/۱ میلیارد تن سنگ آهن و بیش از ۳۰ میلیون تن سرب و روی و معادن گچ و سایر سنگ‌های ساختمانی شناسائی شده که بنا به دلایلی هنوز به بهره‌برداری نرسیده است.
مهم‌ترین صنایع دستی مردم بافق: قالی بافی، بافت پادری، جارو و بادبزن و حصیر می‌باشد.
مجتمع فولاد بافق، کارخانه ذوب روی بافق، نئوپان مقاوم، کارخانه کود شیمیایی فرایند کود و سم بافق و کاشی آپادانا از مراکز مهم صنعتی بافق است. اجرای طرح توسعه چغارت و احداث کارخانجات مختلف در شهرک صنعتی و صنایع جوار ریلی و جوار معدنی به ویژه آگلومراسیون و گندله سازی، توسعه شیلات و کشاورزی و دامپروری خصوصاً مرکز تحقیقات شتر از جمله طرح‌های صنعتی این شهرستان هستند.

## کشاورزی
به دلیل آب و هوای گرم منطقه می‌توان خرما و پسته را مهم‌ترین محصولات کشاورزی این شهر دانست. بافق یکی از گرمترین و سبز دشت بافق یکی از سردترین مناطق استان یزد می‌باشد. مهم‌ترین محصولات کشاورزی بافق گندم، جو و روناس می‌باشد. بافق تنها شهرستان استان یزد است که دارای نخلستانهای پهناور است.
از مناطق پسته کاری و چاه‌های کشاورزی این شهرستان می‌توان به منطقه کشاورزی گود گوار اشاره نمود.

## گردشگری
مناطق گردشگری این شهرستان عبارتند از:امام زاده ظهیرالدین عبدالله ابن موسی ابن جعفر، قاضی میرجعفر، باغ تیتو، پارک آهن‌شهر، پارک آبشار، شن‌های روان صادق آباد و پتکستان (کمپ کویری شن و شادن بافق)، قلعه باقرآباد و روستاهای قطرم، شادکام، باجگان، خودیان، شمال آباد، آب مرغون و…
این شهر زادگاه وحشی بافقی شاعر نامدار قرن دهم است. محمدتقی بافقی وحاج ملا اسداله قائمی بافقی از روحانیون مخالف رضاشاه اهل شهرستان بافق بوده‌اند.
۳۱۴ نفر از اهالی این شهر در جنگ ایران و عراق کشته شده‌اند.

## پارک‌ها و بوستان‌های شهری
- پارک آهنشهر
- پارک آبشار
- پارک وحشی بافقی
- پارک شادی
- پارک کودک
- پارک بانوان

## مشاهیر
گفته می‌شود که وحشی بافقی شاعر نامدار ایرانی سدهٔ دهم، از اهالی این شهر بوده است.

## اعتصاب کارگری
در سال ۱۳۹۳ بزرگ‌ترین اعتصاب کارگری ایران در بعد از انقلاب در این شهر به وقوع پیوست که در جریان ان بیش از پنج هزار کارگر شرکت سنگ آهن مرکزی بافق در اعتراض به خصوصی شدن این شرکت دست از کار کشیدند.
لازم است ذکر شود بعد از تشکیل شورای اسلامی کار شرکت سنگ آهن در سال۱۳۹۷
برای اولین بار در شرکت سنگ آهن با ریاست علی محمد علی قاسمی و نائب ریسی علی اکبر حاجی ابوالحسنی تشکیل شد. که بعد از آن با پیگیری و رفع مشکلات کارگری آرامش در این شرکت بر قرار شد.